# Curarén
Curarén est une municipalité du Honduras, située dans le département de Francisco Morazán.

## Composition
Fondée en 1791, la municipalité de Curarén comprend en 2021 18 villages et 152 hameaux.
| Code   | Villages                               |             |
| ------ | -------------------------------------- | ----------- |
| 080401 | Curarén (chef-lieu de la municipalité) |             |
| 080402 | Cartagua                               |             |
| 080403 | Cunimisca                              |             |
| 080404 | El Portillo de San Juan Bosco          |             |
| 080405 | El Porvenir                            |             |
| 080406 | Emituca                                |             |
| 080407 | Hato Viejo                             |             |
| 080408 | La Costita                             |             |
| 080409 | La Manzanilla                          |             |
| 080410 | La Victorina                           |             |
| 080411 | Lodo Negro                             |             |
| 080412 | Macancicre                             |             |
| 080413 | Mandasta                               |             |
| 080414 | San José del Potrero                   |             |
| 080415 | San Marcos                             |             |
| 080416 | Toncontín                              |             |
| 080417 | El Tamboral                            | Maladiz     |
| 080417 | El Tamboral                            | El Llano    |
| 080417 | El Tamboral                            | El Matapalo |
| 080417 | El Tamboral                            | El Limón    |
| 080418 | La Cuchilla                            |             |

## Source de la traduction
- (es) Cet article est partiellement ou en totalité issu de l’article de Wikipédia en espagnol intitulé « Curarén » (voir la liste des auteurs).